# Melanella dufresnii
Melanella dufresnii is een slakkensoort uit de familie van de Eulimidae. De wetenschappelijke naam van de soort is voor het eerst geldig gepubliceerd in 1822 door Bowdich.